# The Patty Patty Sound
Albums de The Beta Band
Champion Versions
(1997) Los Amigos del Beta Bandidos
(1998)
The Patty Patty Sound est le deuxième EP du groupe The Beta Band, sorti en 1998. Cet EP a été réuni avec les deux autres EP du groupe (Champion Versions sorti en 1997 et Los Amigos del Beta Bandidos sorti en 1998) pour la compilation The Three EPs.

## Liste des titres
| No | Titre          | Durée |
| -- | -------------- | ----- |
| 1. | Inner Meet Me  | 6:20  |
| 2. | The House Song | 7:15  |
| 3. | Monolith       | 15:48 |
| 4. | She's the One  | 8:21  |